# Бернгард Клодт
Бернгард Клодт (нім. Bernhard Klodt, нар. 26 жовтня 1926, Гельзенкірхен — пом. 23 травня 1996, Гарміш-Партенкірхен) — німецький футболіст, що грав на позиції нападника.
Виступав, зокрема, за «Шальке 04» та національну збірну Німеччини.

## Клубна кар'єра
У дорослому футболі дебютував 1943 року виступами за команду клубу «Шальке 04», в якій провів п'ять років.
Протягом 1948—1950 років захищав кольори команди клубу «Горст-Емшер».
У 1950 році повернувся до клубу «Шальке 04», за який відіграв 12 сезонів. В новому клубі був серед найкращих голеодорів, відзначаючись забитим голом в середньому щонайменше у кожній третій грі чемпіонату. Завершив професійну кар'єру футболіста виступами за команду «Шальке» у 1962 році.
Помер 23 травня 1996 року на 70-му році життя у місті Гарміш-Партенкірхен.

## Виступи за збірну
У 1950 року дебютував в офіційних матчах у складі національної збірної Німеччини. Протягом кар'єри у національній команді, яка тривала 10 років, провів у формі головної команди країни лише 19 матчів, забивши 3 голи.
У складі збірної був учасником чемпіонату світу 1954 року у Швейцарії, здобувши того року титул чемпіона світу, чемпіонату світу 1958 року у Швеції.

## Статистика
Статистика виступів на чемпіонатах світу:
| № | Турнір  | Команда | Рахунок | Суперник          | Автори голів                                                  |
| - | ------- | ------- | ------- | ----------------- | ------------------------------------------------------------- |
| 1 | ЧС-1954 | ФРН     | 4:1     | Туреччина         | Шефер, Клодт, О. Вальтер, Морлок — Мамат                      |
| 2 | ЧС-1954 | ФРН     | 7:2     | Туреччина         | О. Вальтер, Шефер (2), Морлок (3), Ф. Вальтер — Ертан, Лефтер |
| 3 | ЧС-1958 | ФРН     | 2:2     | Чехословаччина    | Шефер, Ран — Дворжак, Зикан                                   |
| 4 | ЧС-1958 | ФРН     | 2:2     | Північна Ірландія | Ран, Зеелер — Макпарланд (2)                                  |

## Титули і досягнення
- Чемпіон світу: 1954